# Рейн, Иоганн Юстус
Иоганн Юстус Рейн (27 января 1835, Раунхайм — 23 января 1918, Бонн) — немецкий географ, японовед. Педагог, профессор географии в университетах Марбурга и Бонна. Автор одной из первых научных работ о Японии .

## Биография
Изучал математику, ботанику и химию в университете Гиссене, затем обучался во Франкфурте, Дерпте, побывал в Англии и на Бермудских островах.
Много путешествовал по Америке, Африке и Азии. По поручению прусского Министерства торговли для исследования традиционной японской промышленности между 1873 и 1875 годами посетил более двух третей современных префектур Японии. Изучал производство японских продуктов, таких как эмаль, лак, изделия из кожи, фарфор, окрашенные ткани и работы из бронзы и др. Будучи в Стране Восходящего солнца, вербовал японских рабочих для немецких предприятий.
Проводил эксперименты в Германии по выращиванию японских тутовых деревьев (для производства бумаги) и лаков.
После возвращения на родину в 1876 году был назначен профессором географии в Марбургском университете, затем в качестве преемника Фердинанда фон Рихтгофена занял кафедру в Боннском университете (1883).
Его двухтомный труд «Japan, nach Reisen und Studien», написанный в 1881—1886 гг. по заказу правительства Пруссии, является одной из самых значительных научных работ о Японии периода Мэйдзи (1868—1912), которая находилась на переходном периоде после её открытия для Запада.

## Избранные труды
- «Der Nakasendo in Japan» (Ergänzungsheft 59 zu «Petermans Mitteilungen», Гота, 1880),
- «Japan nach Reisen und Studien dargestellt» (Лейпциг, 1881—1886),
- «Japan: travels and researches undertaken at the cost of the Prussian government» (1884),
- «Columbus und seine vier Reisen nach Westen» (Лейпциг, 1892).